# Remiz
Remiz là một chi chim trong Họ Phàn tước (Remizidae). Chi này chứa 4 loài phàn tước phân bố ở lục địa Á-Âu.

## Phân loại
Chi Remiz được nhà động vật học người Ba Lan Feliks Paweł Jarocki công bố vào năm 1819 để chứa một loài duy nhất, phàn tước châu Âu. Cái tên Remiz là một từ Ba Lan chỉ phàn tước châu Âu.
Chi này bao gồm 4 loài:
| Hình ảnh | Tên thông thường    | Tên khoa học      | Phân bố                                                                           |
| -------- | ------------------- | ----------------- | --------------------------------------------------------------------------------- |
|          | Phàn tước châu Âu   | Remiz pendulinus  | Từ Tây Âu đến Maroc.                                                              |
|          | Phàn tước đầu đen   | Remiz macronyx    | Trung Á.                                                                          |
|          | Phàn tước Trung Hoa | Remiz consobrinus | Trung Quốc, Nhật Bản, bán đảo Triều Tiên và Nga.                                  |
|          | Phàn tước mào trắng | Remiz coronatus   | Afghanistan, Trung Quốc, Ấn Độ, Kazakhstan, Mông Cổ, Pakistan, Nga và Tajikistan. |